# Христо Шалдев
Христо Тръпков Шалдев с псевдоним Лефтер е български революционер, деец на Вътрешната македоно-одринска революционна организация.

## Биография

### Ранни години
Христо Шалдев е роден на 25 декември 1876 година в Гумендже, тогава в Османската империя. Произхожда от известния гуменджански род Шалдеви, дядо му Христо Шалдев е от борците за църковна независимост и често е затварян в Енидже Вардар и Солун, а брат му Васил Шалдев е български общественик. Учи в Гумендженското българско училище, където главен учител е неговият роднина Димитър Шалдев. След това в  1892 – 1897 година Христо Шалдев завършва непълния курс на духовната семинария в Цариград. На 17 август 1895 година, в същия ден учителят Григор Мокрев, близък на чичото на Шалдев, го прави член на Вътрешната македоно-одринска революционна организация. Григор Мокрев тогава му казва:
| „ | Тъй като ние, членовете на тази организация, сме българи, борим се за автономна Македония, някои видни официални представители на Екзархията и чорбаджии се отнесоха към нас като към сепаратисти. Ако нашите убеждения за значението на свободата за Македония са класифицирани от тях като сепаратистки, то тогава ние приемаме отговорността и политическите последствия. | “ |

В Цариградската семинария, заедно с Христо Манчев, Спас Цветков, Милан Йорданов и Петър Делев Каркалашев, създава Цариградски революционен комитет и националистическа библиотека, със събрани в нея томове от Христо Ботев, Любен Каравелов и Иван Вазов. През февруари 1897 година се среща с членове на централния комитет на ВМОРО и започва да издава вестник „Бунтовник“. След разногласия между революционната организация и Българската екзархия Иван Хаджиниколов решава да бъде убит българския митрополит в Битоля. В разговор Христо Шалдев го разубеждава:
| „ | Да убием българския митрополит, чието назначение (със султански декрет) бе осъществяване на народните надежди и стремеж от тридесет години? Султанът никога не би издал друг декрет за назначаване на български митрополит. Освен това, как ще отсъди Западния свят подобно действие? Не, това не трябва да се случва. | “ |

- Първата страница на автобиографията на Шалдев
- Спомените на Христо Шалдев, записани от Христо Силянов
- Писмо от Христо Шалдев до Христо Силянов от 4 септември 1933 година, с което го информира, че му изпраща бележките на полковник Анастас Янков

В 1897 – 1899 година е учител в българското основно училище във Фенер, Цариград и певец в катедралата „Свети Стефан“.
В 1899 година Христо Шалдев е изпратен да учи в Духовната академия в Санкт Петербург. В Русия участва в създаването на комитети на Тайното македоно-одринско студентско дружество в Петербург в Казан, Киев и Одеса, както и в Славяно-македонско научно и литературно дружество. ЦК на ВМОРО му дава за задача да следи и докладва дейността на тези комитети пред организацията. Участва и на тайна среща на украински революционери в Полтава и разяснява проблемите на Македонския въпрос. В През март 1903 година изпраща 1100 наполеона, събрани от издавания, от горните курсове в Санкт Петербург, вестник „Македонска вечер“. По време на пребиваването си в Санкт Петербург придобива крайно негативно впечатление към Славо-македонската студентска общност и лично към Димитър Чуповски, която поддържа идеята, че македонските славяни са етнос различен от българите. Според него основните идеолози на македонизма са Стоян Новакович, а също и професорите Йован Цвиич и Александър Белич.
След като разбира за готвеното въстание, Христо Шалдев прекъсва образованието си и заминава за Кюстендил, откъдето влиза в Македония с четата на Димитър Мирасчиев. След това, заедно с Тодор Паница, се присъединява към скопската чета на Никола Пушкаров. При обявяването на Илинденско-Преображенското въстание четата се намира в манастира „Свети Георги“ до Ветерско. Взривяват железопътната линия край Новачани, а при опит да взривят моста, на мястото където се събират реките Вардар и Пчиня, са забелязани от турски аскер и дават сражение. Изтеглят се към Пчиня, а оттам преминават границата със Сърбия и заминават на лечение във Враня. Впоследствие правят няколко опити да влязат повторно в Македония от България.

### След въстанието
Завръща се в Санкт Петербург и завършва образованието си в Духовната академия през лятото на 1905 година, след което заминава за Цариград. Арестуван е за 10 дни, после се завръща в Гумендже, като след това за кратко учителства в Одринската гимназия. В Одрин е член на Одринския окръжен революционен комитет. Българската екзархия го назначава като учител по литература, заради неговия труд от 300 страници „Духовното състояние на българина по време на негово робство под Турско“. Христо Шалдев се заема да възстанови църковното пеене на старобългарски като публикува редица статии в „Музикален вестник“, а през 1916 година публикува „Psalm Mass of the Old and New Bulgarian Songs“, като за основа използва народни песни от Лозенградско. С помощта на учителя Малей Костов Малеев издава в Одрин революционния вестник „Борба“.
След това е преместен в Скопие през 1906 – 1907 година, където е член на Скопския окръжен революционен комитет. В Скопие Шалдев е учител в Скопското българско педагогическо училище. Представя документи на външния министър на България за дейността на Хилми паша в Македония, координираните действия на гръцката и сръбската въоръжени пропаганди за контрол на Поречието, Азот, Струма, Мъглен, Лерин и Мариово.
След края на учебната 1906 – 1907 година Христо Шалдев е уволнен от Българската екзархия като учител по нареждане на Хилми паша и до Младотурската революция учителства в София, междувременно е делегат на Кюстендилския конгрес на ВМОРО. След Хуриета по нареждане на Екзархията управлението на мъжкото и девическото училище в Прилеп се слива. Създава се училищен инспекторат в Македония, като Георги Трайчев е назначен за околийски инспектор със седалище в Прилеп и на негово място за директор на прилепските училища е назначен Христо Шалдев. Заема поста на директор на прилепските училища до 1912 година.
След това е назначен в Солунската българска девическа гимназия до началото на Балканската война. След Междусъюзническата война е арестуван и е заточен на остров Итака. След заточението си се завръща в България при семейството си.

### След Балканската война
През учебната 1913 – 1914 е учител в Айтос, а след това в Кюстендил. В Първата световна война се сражава в Пети македонски полк под командването на Борис Дрангов. След войната учителства в девическа гимназия и в учителски институт, като по това време сръбската преса го набеждава за основен организатор на ВМРО във Вардарска Македония, поради силните му контакти с Тодор Александров и Иван Михайлов. Учителства още в Пазарджик и в София, където е секретар на Илинденската организация и на изданието „Илюстрация Илинден“, и за четири години е редактор на библиотека „Географско четиво“ заедно с Трайко Благоев и Косьо Рачев.
Неговият ученик Есто Везенков пише: 
| „ | И досега си спомням с уважение например Шалдев, който идваше в клас с авторитета на поборник от македонските борби, а идеалите на българския народ бяха негова лична болка. Кой можеше да не го зачита, кой въпреки уличните настроения и случайни политически вляния можеше да отрече неговата вяра. | “ |

Пише във вестник „Илинден“ (1921 – 1926). След разгрома на левицата във ВМРО в Горноджумайските събития в 1924 година, Шалдев оглавява редакцията на „Илинден“. През 1931 година на VI редовен конгрес на Илинденската организация влиза в ръководството ѝ като съветник, а през ноември 1933 година е избран за секретар, който пост заема до 1942 година, когато е избран за втори председател.
Участва в ръководството на Ениджевардарско–Гумендженското благотворително братство и е негов председател от 1930 година. След разцеплението на братството на две, остава председател на Гумендженското братство и през 1940-те.

През 1933 година на Великия македонски събор заедно с ръководителите на другите бежански македонски организации подписва Призив към македонския народ, в който се казва: 
| „ | известните партизански кръжоци в България ще престанат да тормозят нашето освободително дело, което в основата си е дело за спасение на българщината в Македония... Да живее свободният български народ! | “ |

Пенсионира се през 1934 година. В 1941 година е председател на Гумендженското братство.

### След Втората световна война
След Деветосептемврийския преврат в 1944 година се противопоставя на започнатата от новата власт политика на македонизация в Пиринска Македония.
В неиздадените си спомени, завършени през 1947 година, Шалдев се обръща към всички македонски патриоти:
| „ | Аз съм натъжен, че не мога да прекарам останалите години от живота си в Гюмендже, и в същото време аз съм възмутен, че на младото поколение във Вардарска Македония са отнети две неща: постиженията и самоопределение на техните бащи и дядовци, а са заблуждавани от теориите на сръбските професори Новакович, Цвиич и Белич. | “ |

Христо Шалдев умира в София на 2 февруари 1962 година. Автор е на книгите „Македония и копнежът ѝ за свобода“ и „Град Прилеп в Българското възраждане“. Негов личен архивен фонд се съхранява в Държавна агенция „Архиви“.
Неговият син Илия Шалдев е активист на МПО „Тодор Александров“ (Норт Фицрой) и издава частично спомените му на английски.
| |  |  |  |  |  |  |
| Писмо от Христо Шалдев до Христо Силянов, февруари 1939 година, Държавна агенция на архивите, фонд 1782K „Христо Силянов“ |  |  |  |  |  |  |

## Трудове
- Extracts from the memoirs of Hristo Shaldev, Macedonian revolutionary (1876 – 1962), Macedonian Patriotic Organization TA (Adelaide, Australia, 1993)
- Шалдевъ, Хр. Областьта Боймия въ Югозападна Македония //  Македонски прегледъ VI (1).   София, Издава Македонскиятъ Наученъ Институтъ, 1930.
- „Ичко Димитров – Гюпчев; Из революционните борби в Паяк планина“ – Статия от Христо Шалдев публикувана в списание „Илюстрация Илинден“, книга 27, 28, 29, 30, 31, София, 1931 година
- „Из революционните борби в Паяк планина“ – Спомени на Христо Шалдев публикувани в списание „Илюстрация Илинден“, книга 33, 34, 35, 36, 37, 39, 43, 44 46, София, 1931 година
- „Македония – Име; Големина и граници; Повърхнина и климатични зони; Напояване и подобласти; Население“, публикувано в сп. „Илюстрация Илинден“, книги 61 – 70, София, 1935 година
- Шалдевъ, Христо. Градъ Прилѣпъ въ българското възраждане.   София, Царска придворна печатница, 1916.
- „Екзарх Йосиф за задачата на Екзархията след 1878 г.“публикувано в сп. „Илюстрация Илинден“, брой 72, 73, 74, 75, 76, 77, 79, 80, София, 1936 година
- „Македония и копнежът ѝ за свобода“, София, 1943 година
- „Как стана убийството на Лука Иванов (из спомените на четника Вангел Д. Кацарски)“, публикувано в сп. „Илюстрация Илинден“, книга 5(35), София, 1931 година
- „Списъкъ на лицата интернирани от гръцкитѣ власти въ надвечерието на Междусъюзническата война – 1913 г. м. юний въ островъ „Трикири“ – отъ гр. Гумендже, Енидже-Вардарско, Македония и освободени на 14. XI. 1913 г.“
- „Иван Караджов“", статия от Христо Шалдев публикувана във в-к „Македонска Трибуна“, брой 388, Indianapolis, USA, 1934 г.
- „Гр. Прилеп за своите училища“, пбликувано в сп. „Македонски преглед“, год. I, книга I, София, юли 1924 година
- "Народното пробуждане в Боймия", публикувано в списание "Македонски Преглед", год.VI, книга 4, София, 1931 година
- "Основи на Македонското освободително движение", публикувано във в-к "Македония", год. III, бр. 696, София, 7 февруари 1929 година
- "Дух и месианство на Македония", публикувано в сп. "Илюстрация Илинден", год. XIII, книга 10 (130), София, декември 1941 година
- "Гумендже", публикувано в сп. "Македонски Преглед", год.VI, книга 2, София, 1930 година
- "Положението на българите в Боимѝя след руско-турската война (1877 г.)", публикувано в сп. "Македонски преглед", Год. VIII, Кн. 3, София, 1933 година
- "Проф. Никола Милев. По случай 10 години от смъртта му", публикувано в сп. "Илюстрация Илинден", год. VII, книга 4-5 (64-65), София, февруари – март 1935 година